# César Camargo Mariano

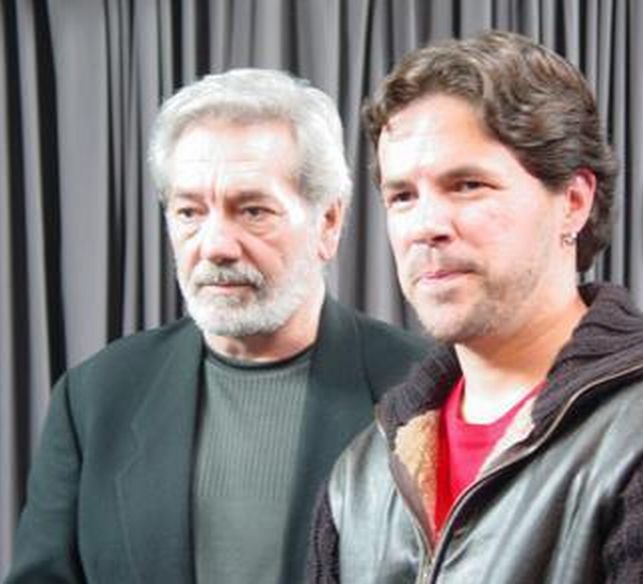
César Mariano mit Sohn Pedro

César Camargo Mariano (* 3. September 1943 in São Paulo) ist ein brasilianischer Jazzpianist, Arrangeur, Komponist und Musikproduzent.

## Leben und Wirken
Mariano, der sich mit 13 Jahren das Klavierspiel als Autodidakt beibrachte, wurde wenige Monate später im Juni 1957 von Melba Liston eingeladen, um bei ihrem Auftritt in einem Jazzclub in Rio de Janeiro mitzuwirken; auch trat er bei Globo Radio in einem Programm als „der Wunderknabe, der Jazz spielt,“ auf. Von seinem Vater, einem Musiklehrer, erhielt er ein musiktheoretisches Rüstzeug. In den frühen 1960er Jahren wurde er Mitglied des William Furneaux Orchestra, mit dem er Tanzmusik spielte. Bald darauf gründete er mit Flavio Abattipietro (Trompete), Theo de Barros (Bass) und José Luis Schiavo (Drums) ein Quartett. Mit einer größeren eigenen Formation Três Américas übernahm er einen Teil der Verpflichtungen des Bandleaders Enrico Simonetti. 1962 trat er auch im Quartett von Sabá Oliveira auf, mit dem er 1963 sein erstes Album aufnahm. Auch produzierte und arrangierte Mariano für Claudete Soares dessen Claudete é Dona da Bossa. 1964 gründete er mit Airto Moreira und Humberto Clayber das Sambalanço Trio. Mit dem Tänzer und Sänger Lennie Dale produzierte er eine erfolgreiche Bossa-Nova-Show, aus der das Album Lennie Dale & Sambalanço Trio No Zum-Zum resultierte, das zwei Preise vom Jornal do Brasil erhielt. Zwischen 1965 und 1971 leitete Mariano sein Trio Som Três. Daneben arrangierte er für die Sängerin Marisa Gata Mansa und war ab 1968 als musikalischer Leiter für Wilson Simonal tätig. 1969 nahm er mit der Sängerin Elizeth Cardoso und Som Três am Festival of Black Arts im Senegal teil. 1971 holte ihn Elis Regina, um ihr Album Elis zu produzieren (dem zwölf weitere Alben mit Elis Regina folgten, darunter 1973 Elis e Tom mit Antônio Carlos Jobim). Auch gründete er ein neues Quartett mit Helio Delmiro (Gitarre), Luisão Maia (Bass) und Paulinho Braga (Drums).
In den nächsten Jahren gab er Solokonzerte, tourte mit der Show Ponte das Estrelas, trat mit João Bosco auf dem Montreux Jazz Festival auf, schrieb zahlreiche Filmmusiken wie Arnaldo Jabors Eu Te Amo oder Bruno Barretos Além da Paixão. Auch arbeitete er für so unterschiedliche Künstler wie Yo-Yo Ma oder Blossom Dearie. 1994 zog er in die USA, wo er mit Sadao Watanabe auftrat, mit dem er auch in Japan tourte. Auch trat er mit Michel Petrucciani, Michael Brecker und Dianne Reeves auf.
Aus seiner ersten Ehe (mit Marisa Gata Mansa) stammt sein Sohn Marcelo Mariano, der als Musiker tätig ist. Aus seiner achtjährigen Beziehung mit Elis Regina stammen Pedro Mariano und Maria Rita, die beide als Sänger in Brasilien tätig sind. Die Tochter aus seiner Ehe mit Flavia Rodrigues Alves, Luisa Mariano Imbert ist international als Sängerin aktiv.
2006 wurde Camargo Mariano für sein Lebenswerk mit einem Latin Grammy Award ausgezeichnet.

## Diskographische Hinweise
- Quarteto Sabá (1964)
- Sambalanço Trio (1964)
- Sambalanço Trio II (1965)
- Lennie Dale e o Sambalanço Trio (1965)
- Raulzinho e o Sambalanço Trio (1965)
- Reencontro com Sambalanço Trio (1965)
- Octeto de César Camargo Mariano (1966)
- Som Três (1966)
- Som Três Show (1968)
- Som Três Vol. II (1969)
- Som Três Vol. III – Um é Pouco, Dois é Bom (1970)
- Som Três Vol. IV – Tobogã (1971; Odeon Brazil)
- São Paulo – Brasil (1978; RCA Brazil)
- César Camargo Mariano & Cia. (1980)
- Samambaia (1981; EMI/Odeon Brazil)
- A Todas As Amizades (1983; Columbia Brazil)
- César Camargo Mariano & Wagner Tiso Todas As Teclas (1984; Ariola)
- Voz & Suor (1984; EMI/Odeon)
- Prisma (1985)
- Mitos (1988; Sony Brazil)
- Ponte das Estrelas (1988; Sony Brazil)
- César Camargo Mariano (1989)
- Natural (1993; Polygram)
- César Camargo Mariano & Leny Andrade Nós (1994)
- Solo Brasileiro (1994)
- Piano Voz y Sentimiento (1997)
- Duo: Romero Lubambo e César Camargo Mariano (2002)
- Nova Saudade (2002)
- Piano & Voz: César Camargo Mariano e Pedro Mariano (2003)
- César Camargo Mariano & Leny Andrade Ao Vivo  (2007)